# Filisoma fidum
Filisoma fidum is een soort haakworm uit het geslacht Filisoma. De worm behoort tot de familie Cavisomidae. Filisoma fidum werd in 1947 beschreven door Harley Jones Van Cleave & Manter.